# Municipio de Orange (condado de Lincoln)
El municipio de Orange (en inglés: Orange Township) es un municipio ubicado en el condado de Lincoln en el estado estadounidense de Kansas. En el año 2010 tenía una población de 68 habitantes y una densidad poblacional de 0,73 personas por km².

## Geografía
El municipio de Orange se encuentra ubicado en las coordenadas 39°11′3″N 98°18′51″O / 39.18417, -98.31417. Según la Oficina del Censo de los Estados Unidos, el municipio tiene una superficie total de 93.63 km², de la cual 93,5 km² corresponden a tierra firme y (0,14 %) 0,13 km² es agua.

## Demografía
Según el censo de 2010, había 68 personas residiendo en el municipio de Orange. La densidad de población era de 0,73 hab./km². De los 68 habitantes, el municipio de Orange estaba compuesto por el 95,59 % blancos, el 1,47 % eran asiáticos y el 2,94 % eran de una mezcla de razas. Del total de la población el 0 % eran hispanos o latinos de cualquier raza.